# Krachla

Krachla

Krachla – rodzaj butelki o różnej pojemności z zamknięciem kabłąkowym (pałąkowym), z porcelanowym korkiem. Butelki początkowo używane były do przechowywania oranżady, współcześnie stosowane są zazwyczaj w piwowarstwie.

## Historia
Zamknięcie typu krachla zostało opracowane niezależnie przez przynajmniej dwóch wynalazców pod koniec XIX wieku. Amerykański wynalazca Charles de Quillfeldt opatentował takie zamknięcie w 1875. W tym samym roku berlińczyk Carl Dietrich opracował bardzo podobne zamknięcie, które zostało udoskonalone rok później przez Nicolai Fritznera. Porcelanowy korek został opatentowany w Niemczech w 1878.
Początkowo krachle używane były jako butelki do przechowywania oranżady i podobnych napojów gazowanych; współcześnie używane są głównie do przechowywania piwa.
Polskie słowo „krachla” wywodzi się z Galicji. Jest to zapożyczenie austriackiego określenia na oranżadę lub lemoniadę – das Kracherl. Ze względu na genezę określenia w Krakowskiem krachlą nazywana była zarówno butelka z charakterystycznym zamknięciem, jak i sama oranżada lub lemoniada, a także samo zamknięcie („butelka z krachlą”).